# 栃木弁
栃木弁（とちぎべん）は、栃木県で話される日本語の方言である。茨城弁と共に東関東方言に属す。栃木弁・茨城弁を東北方言の一種と考える学者も多く、栃木弁は発音や文法の特徴などで福島弁と共通する特徴を多く持つ。
ただし同じ県内でも市町村を越境すると方言が異なることが多々あり、例えるなら県北人と県南人では会話が成立しないこともある。南西部の足利市や佐野市の一部では西関東方言に属する足利弁が話される。

## 音韻・音声・アクセント
- 足利市付近を除く県のほぼ全域で無アクセントである[1]。
- 尻上がり調のイントネーションを多用する。
- 「イ」と「エ」の混合。（「イロエンピツ」→「イロインピツ」、「エロインピツ」、「エロエンピツ」）
- 母音間のk, t, tʃの有声(g, d, ʒ)化が起きる[2]。（例）[agï](秋)、[kadana](刀)[2]。ただしk, tの前がン・ッ・無声化した母音の場合を除く[3]。
- 母音と無声子音に挟まれたジ、ズ、ビ、ブが無声化する。（例）[zaptoɴ](座布団)[3]
- ギュ→ギ、シュ→シなどの、拗音の直音化がある[4]。また、[ïkï](雪)、[ïbï][ebï](指)など、ユ→[ï][e]がある[5]。一方で芳賀郡の高齢層でユ→[rï]が聞かれる[5]。

## 文法
- 「買う」などの一部のワ行四段活用動詞で、au→aːの変化が起きている。（例）[kaːka](買うか)[6]
- 「死ぬ」は、主に県北にマ行四段活用「しむ」、ガ行四段活用「しぐ」[ʃïŋɯ̈]がある。県南には「しぐ」はない。[7]
- 栃木市、小山市付近以南を除き、方向などを表す助詞「さ」がある[8]。県南には、動作の対象を表す助詞「げ」がある[9]。
- 自立語と付属語の間に促音が入る。
- 敬語的表現は所作や語感により行い、敬語語形の語句によることがほとんどない。東日本方言（東京方言・盛岡方言・仙台方言など独自の敬語を発達させた地域もあるが）では総じて語句としての敬語が少ないが、栃木・茨城の両県は特に顕著である。

## 栃木弁の例

### 名詞
- あおなじみ.青たん -> 青あざ
- アカハラ、アカッパラ -> ウグイ
- あしたあさって -> 明後日
- あすこ、あすく、あつく -> あそこ
- あらいまて -> 台所の流し、食器などの洗い仕事
- あんてら ->あの人たち、あいつら、奴ら
- いろっこ -> (合成）着色料 (色っこ、とも）
- ういすぎ、うえすぎ（上杉謙信） -> ノコギリクワガタのオス（県西部）
- うら -> 後ろ (例：教室のうら→教室のうしろ)[10]
- うりや -> 店、商店
- おどめ -> 赤ん坊、赤ちゃん
- おどもり、おともり -> 子守
- 鬼豆 -> 節分に撒く豆、煎り大豆
- おにむし（鬼虫） -> クワガタムシ[11]
- おぬぐる -> おにぎり
- おばんです -> 今晩は
- おらんげ、おらんた、おれんげ、おらげ -> 私の家。"げ"は家 (例：おらんげ、よってぐけぇ？→私の家に寄って行きますか？)
- かいっつぁん -> コクワガタのオス（県西部）
- かえるっぱ、かえろっぱ -> オオバコの葉
- かぎまし -> 台所仕事
- がばん -> ミヤマクワガタのオス（旧日光市周辺）
- きのうおととい -> 一昨日
- げんじ（源氏） -> ノコギリクワガタのオス（旧藤原町周辺）
- ごじゃっぺ/ちくらっぽ -> ウソ、冗談、いい加減(例：ごじゃっぺいってんじゃねぇ→ウソ言ってんじゃないよ)[12]　※茨城でも使われるが、そちらでは若干違う意味で使われる場合がある。
- ごせがやける・ごせやける->　腹が立つ、癪（しゃく）に障る　例：≪”さっき、○○ホームセンターへ買い物に行ったら、店員の対応（応対）と態度が余りにも悪過ぎて、ごせがやけたよ（ごせがやけちゃったよ）（主に矢板の周辺で多く使われる事もが在る）。
- こぴて -> 額、おでこ (例：手ぬぐい、こぴてさあでどぎな→手ぬぐいを額に当てておきなさい)
- こめら -> 子供たち
- さがんぼ -> アブラツノザメ[13][14]
- ざこ -> ウグイ等
- しっぱね -> 泥はね（泥がはねあがること）[15]
- しんぐる -> 餃子1人前、餃子1枚（宇都宮市と周辺地域）
- たけだ（武田信玄） -> ミヤマクワガタのオス（県西部）
- だいじ？ たいじけぇ？でえじけぇ？ -> 大丈夫？[12]

栃木弁を知らない人に、「大事」（おおごと）と誤解されることがある。県外からの転入者が、最初にあたる言葉の壁とも言えるほど、県内ではメジャーな言葉である
- たてかえし、たてっかえし -> 沸かし直し。残り湯を再度沸かした風呂
- だぶる -> 餃子2人前、餃子2枚（宇都宮市と周辺地域）
- ちんちめ、ちゅんちゅめ -> スズメ
- つえんぼ -> 杖
- てばたき -> 拍手
- でれすけ -> 馬鹿、あほ、なまけもの、役立たず[16]
- てわすら -> いたずら、手で何かをいじくり回す様を言う (例：てわすらしないで、話聞け→手遊びしてないで話を聞きなさい)。また、同様に足を使った動作については「あしわすら」という
- とうみぎ、とうぎみ -> とうもろこし[17]
- とりぷる -> 餃子3人前、餃子3枚（宇都宮市と周辺地域）
- とんぼ、とぼ -> 引き戸、開き戸
- ねこのげろ -> しもつかれ
- ばば、びたっち -> クワガタムシのメス
- ぱっかち -> かたい、ぱんぱんに (例：肩こってぱっかちになっちまった→肩がこってパンパンになっちゃった)
- ばっち -> 末っ子　※末子（ばっし）が訛ってできたものと思われる
- ばんげ -> 夕食、晩ごはん
- ふっかけ -> 風花:風に流されて降ってくる雪
- へいけ（平家） -> ミヤマクワガタのオス（旧藤原町周辺）
- ぼうでんき（棒電気）‐＞懐中電灯
- まぐそ、ぶた -> カブトムシのメス
- もろ -> ネズミザメ[13][14]
- わっち->わたし
- やげっぱだ -> 火傷
- やも -> ヤマメ
- よしつね（源義経） -> ノコギリクワガタのオス（旧日光市周辺）
- らいさま -> 雷、雷雲、雷様

### 動詞
- (テーブルの上を)あける -> (テーブルの上を)片付ける
- 歩って -> 歩いて（例：駅まで歩ってった→駅まで歩いていった）[10]
- いきあう -> (偶然)出会う (例：本屋で部長といきあっちゃった→本屋で部長に出会っちゃった)
- いきさう　->　誰かと出くわす（例：さっき、○○サンと○○（○○の）スーパーの（スーパーの駐車場・スーパーの中・スーパーの外など）で、挨拶ガテラ立ち話で“いきさっちゃったよ〜〜ーー”→○○サンと○○スーパー（○○の）スーパーで逢っちゃった”）
- いじくる -> さわる、もてあそぶ
- いじやける -> いらいらする、はらわたが煮えくり返る(例：渋滞に巻き込まれていじやけた→渋滞に巻き込まれていらいらした)[16]
- いってつける -> 一緒に行く。ついていく
- いってみる -＞ (訪問先から)失礼する。おいとまする。帰る （例：そろそろいってみます→そろそろ失礼します）
- いんがみた、えんがみた -> ひどい目にあった
- おっかく -> 折る。割る (例：この箸おっかいちまった→この箸折っちゃった)
- おっかける -> 追いかける (例：警官が犯人をおっかける→警官が犯人を追いかける)
- おっとばす -> 追い払う[18]
- おじぎする -> 御辞儀をする。(頭を下げて)挨拶をする
- おっこす ->　（坂を）越す
- おわす -> 終える。終わらせる (例：宿題おわした？→宿題終わらせた？)
- がさばる -> かさばる。場所をとり邪魔な感じ (例：荷物ががさばる→荷物が邪魔だ)
- かたす、かたすける -> 片付ける
- かつける -> (誰々)のせいにする (例：他の人にかつける→他の人のせいにする)
- かったてる -> 炊きたての御飯をかき回してほぐす事(例：飯が炊けたから、かったてろ)
- かっつぁく -> かきむしる事(例：虫刺されをかっつぁくな→虫刺されをかきむしるな)
- かんま(わ)す、ぼっこす -> かき混ぜる (例：やげっぱだすっから風呂かんましな→やけどするから風呂かきまわしなさい)[19]
- こしゃう -> こしらえる。作る (例：ばんげ、何こしゃう？　→夕飯、なにつくる？)
- ごせやぐ -> 腹が立つ
- (洗濯物を)こむ -> (洗濯物を)取り込む
- （お風呂で）しずむ->（お風呂で肩まで）つかる。
- (布団を)すく、-> (布団を)敷く
- そばえ(る、て) -> 甘ったれ。子供や動物が擦り寄ってくる可愛い様子を差す。叱咤にも使う(例：そばえんな！→甘ったれるな！)
- ちがかった -> 違っていた (例：答えがちがかった→答えが間違っていた)
- ちゃぶれる -> つぶれる
- ちんにくる　->　つねる
- つっきる -> よこぎる (例：道路つっきって行きな→道路を横ぎって行きな)
- つっぱえる -> (路肩などのぬかるみや雪の中に)落ちる、つまづく、はまる。(例：ふざけてっとドブにつっぱえっど → ふざけてるとドブに落ちるぞ)
- (ぶん)ながる -> 放置してある状態をあらわす。また、ボールなどがどのくらい遠くに投げられるかという意味でも用いられる (例：このボールながんないね→このボールは投げてもあまり飛ばないね)
- (ぶん)なげる -> 捨てる
- ねんど ->寝るぞ(例:もうねんど。)
- (足に)のぼる -> 足を踏む(例：電車で足をのぼられた→電車で足を踏まれた)
- (布団を)ひく -> (布団を)敷く
- ひやす -> 茶碗や皿を水に漬ける (例：あとで洗うから、ひやしといて→あとで洗うから、水につけといて)
- ぶすくれる -> (子供が)ふてくされる
- (蕎麦を)ぶつ -> (蕎麦を)打つ
- ぶっちめる -> 思いっきり挟み込む (例：どんぼに指ぶっちめて、ちまめできちまった→戸に指を思いっきり挟んで血豆ができちゃった)[18]
- ぶっとばす -> 思いっきりつき飛ばす (例：あいつをぶっとばす→あいつを思いっきり突き飛ばしてやる)
- ぼっこ(わ)れる.ぼっこす-> 壊れる (例：このテレビぼっこわれちった→このテレビ壊れちゃった)
- むれる -> もれる (例：おしっこむれそう→おしっこ漏れそう　おしっこむったい→おしっこしたい)
- めっける -> 見つける (例：いいもん、めっけ→いいもの、見つけたよ)
- もってすけて -> 持って助けて
- もってつける -> 持ってあげる
- (雑巾などを)揉み出す -> 汚れを揉んで洗ってきれいにする (例：雑巾揉み出して！→雑巾の汚れを揉んで洗い落として！)
- 横はいり -> (列などに)割り込む (例：横はいりすんな！→列に割り込むな！)
- よして->ドコかに寄らせて貰う・ドコかに泊めさせて貰う（例：今度、ドコかに行く機会が在って（ドコかに行く機会が出来て）近くマデ行ったら、“よして貰うっから”→“寄らせて貰うっから”）
- よばれる -> 食べ物・飲み物でもてなされる (例：せっかくだからお菓子よばれよう→せっかくだからお菓子をご馳走になろう)

### 形容詞
- あつっこい -> (本などが)厚い
- あんべえわりい -> (体、物事、人間関係の)具合が悪い、調子が悪い（塩梅がよくないの意） (例：あんべえはどうだい？→具合はどうですか？)
- いがい、えがい -> 大きい
- いしけぇ -> 粗悪な、かわいくない
- いんない、いんねえ -> いらない (例：お腹いっぱいでもういんない→お腹いっぱいでもういらない)
- うし -> ぴったり
- おしゃらくして -> お洒落して
- おしゃんこらして -> 正座して
- おそっこわい-＞面倒くさい
- おっかない -> 怖い (例：母ちゃんは怒るとおっかねぇ→お母さんは怒ると怖い)
- きかない -> 元気が良い。いうことを聞かない。気が強い (例：きかない子だねぇ→元気がいい子だねぇ)
- こわい -> 疲れた。くたびれた[20]。硬い(筋肉がこわばる様を言う)
- ごでっしり、こでっしり -> いっぱい、たくさん
- しこる -> 格好つけて (例：東京さ大学でだがらって、しこってんじゃねぇ→東京の大学でたかっらって、かっこつけるなよ)[20]
- ちがかった-> 違う、間違っている
- ちゃんこら-＞ちょこんと（例：ねこめがちゃんこら座ってるよ→猫がちょこんと座ってるよ）
- ちんがぱんが、ちんかはんか -> ちぐはぐ（例：その靴下、ちんがぱんがだよ。→その靴下は（左右）ちぐはぐだよ。）
- ちんたら -> 遅い (例：ちんたらしてんじゃねぇ！→だらだらやってるんじゃない！)
- とうと -> ずっと、いつも (例：とうと畑さ出てたから→ずっと畑に出てたから)
- へでなし、ひでなし -> いい加減な、いんちきな (例：へでなし言ってんじゃねえ！→嘘言うな！)
- むそい -> 長持ちする
- よして->ドコかに寄らせて貰う・ドコかに泊めさせて貰う（例：今度、ドコかに行く機会が出来て（ドコかに行く機会が在って）近くマデ行ったら、“よして貰うっから”→“寄らせて貰うっから”）
- よっぱら -> お腹いっぱい、たびたび、何度も、（物事が）十分に

### 副詞
- てれてれ、でれでれ -> やる気のない様子。素早い行動が要求される場面で、ゆっくりとした行動をとること  (例：てれてれ歩ってんじゃねぇ！→だらだら歩くな！)
- てれんこてれんこ -> てれてれに同じ
- はあ -> もう。早くも  (例：はあいっちった→もう行ってしまった)
- つるんこ つるんこ -> ものの表面がツルツルしている様 (例：つるんこ つるんこして、上手く箸で挟めねぇ →ツルツルしていて、上手く箸で挟めない)

### 接尾語
- …け？ -> …だろうか？(質問をするとき使う。けの「ぇ」を上がり調子で読む) (例：そうけぇ？→本当にそうなの？)
- …さ -> …へ (例：畑さ行ってみっぺ→畑に行ってみよう)
- …っつう… -> と…いう… (例：夕日屋っつう店があんだよ。→夕日屋という店があるよ)
- …はぐる -> …しそうになる(主に残念なことに使われる)
- …ぱぐる -> …しそこねる (例：取りっぱぐる→取りそこねる)
- …みたく -> …みたいに(例：モデルみたくかっこいい→モデルみたいにかっこいい)
- ...め -> (2文字の動物名の後に付ける。例：犬め、猫め、猿め、牛め、馬めetc.) 特に意味はないが、3文字のほうが言いやすいためについたと思われる。
- …んさ -> …んだ(「んさぁ」となる事もある。上がり調子で言う) (例：今日カラオケ行ったんさ→今日カラオケ行ったんだ)

### その他
- ああ、ほうかぁ → ああ、そうですか。ああ、そういう事ですか
- いかんべ(よかんべ) → いいだろう？どうだろう？(同意を求めるとき使う) (例：この壺いかんべぇ？→この壺はいいだろう？)
- したっけ → そうしたら(例：したっけ先生に怒られちゃったよ→そしたら先生に怒られたよ)[21]
- しゃああんめ → 「仕様があるまい」の転[21]
- ほんだきっとが、ほんだけっとが → そうなんだけれど

## 栃木弁を使う有名人
- 立松和平
- つぶやきシロー
- 手島優
- 東京ぼん太：栃木弁の「ゆめもチボーも無いよ」が決めセリフ。
- 福士奈央（SKE48）
- 室井響
- U字工事
- 渡辺美智雄